# تاهلوانت
تاهلوانت (به فرانسوی: Tahelouante) یک منطقهٔ مسکونی در مراکش است که در استان صویره واقع شده‌است. تاهلوانت  ۴٬۵۵۲ نفر جمعیت دارد.